# Lo (film)
Lo è un film sperimentale horror, comico e drammatico del 2009 diretto e scritto da Travis Betz.
Il film è inedito in Italia.

## Trama
Justin è un ragazzo che ha perso la sua fidanzata April per colpa di un demone e farebbe di tutto per riaverla. Justin userà un vecchio libro, un grimorio avuto come regalo dalla ragazza, per evocare il demone "Lo", demone di grande potenza, per farsi riportare indietro la sua fidanzata. Quando gli si presenterà, Justin vedrà Lo come un povero storpio con le gambe spezzate che si trascina sul pavimento, che tuttavia si rivelerà un demone con uno strano senso dell'umorismo. Justin cerca di prendere una posizione di comando sul demone evocato, ma Lo, anziché obbedire, cercherà di convincerlo a lasciare il mondo dei demoni e ritornare nel mondo umano. Justin è molto deciso e non vuole lasciare il mondo dei demoni senza che gli sia riportata indietro la sua ragazza. Lo a questo punto cercherà di scoprire qualcosa sul passato di loro due, facendo riemergere i ricordi di Justin come opere teatrali. Come prima cosa Lo farà rivivere il loro primo incontro. I due ragazzi si sono conosciuti in un ristorante mentre lui stava mangiando un'insalata; Justin chiede alla ragazza come si chiama e lei esiterà un po' ma poi dirà April, nome che appare chiaramente inventato.
A questo punto emergerà dal buio Jezz, il Barone dei Demoni che rapì la ragazza, che racconterà la storia di April, dicendo che lei in realtà è un demone nato dal cuore di un soldato in punto di morte e da una roccia. Justin non vuole credere alle parole dei demoni, poi ci si metterà anche la sua mano (tagliata in precedenza per il rituale) a trasmettere i suoi pensieri a voce. Nel frattempo il cerchio magico che protegge Justin dai demoni si sta spegnendo e la sua mente comincerà a vacillare: Justin così assisterà ai suoi ricordi trasposti in immagini, tra cui una scena in cui una coppia di sposi lamentano di aver perso il figlio per colpa di April, mentre i demoni continuano a fare pressione sulla volontà del ragazzo.
A questo punto Justin viene invitato con l'inganno a bere un bicchiere di veleno spacciato per drink: in questo modo i demoni sperano di mandarlo via, ma otterranno l'esatto contrario, in quanto il ragazzo si arrabbierà col demone Lo il quale, secondo il rituale, dovrebbe essere sotto il suo comando e che, quindi, non dovrebbe disubbidire quando "Il Padrone" comanda di avere al cospetto la sua amata.
Così Lo sparirà nell'ombra lasciando Justin nella camera buia da solo. Ad un tratto però, dal buio comparirà April che gli si avvicina e gli dice di tornare al suo mondo e di lasciare per sempre che lei bruci all'inferno per quello che ha fatto (cioè rubare il libro regalato a Justin e innamorarsi di un umano). Lui però non la vuole lasciare e cercherà di creare un incantesimo per far entrare April nel cerchio e farla ritornare nel mondo dei vivi. April infatti entra nel cerchio ma per baciarlo e togliergli così il veleno che era dentro di lui. Quindi uscirà richiudendo il cerchio. Mentre April sta tornando all'inferno, Justin si accorge che per camminare, lei, striscia le gambe come se fossero rotte, e qui lei si mostrerà per quello che è veramente, cioè LO. Tutto il tempo che Justin passò in compagnia di quel demone, in realtà lo aveva passato col suo più grande amore.

## Produzione
Lo scrittore e regista Travisvis Betz ha creato il concetto sperimentale del film dopo aver visto Faust di Jan Švankmajer e aver stabilito che limitare un personaggio solitario in un posto e far interagire i demoni con lui "è stata una sfida molto allettante". Girato in 3 giorni, il film ha un elemento visivo unico in quanto non c'è scenario e che i personaggi vengono rivelati attraverso l'illuminazione mentre il resto del set rimane nell'oscurità. Il film si svolge come se fosse una vera rappresentazione teatrale. Ci sono alcuni personaggi e la trama ruota attorno al dialogo tra i vari demoni e Justin.

## Distribuzione
Il film è stato presentato in anteprima all'Austin Film Festival il 24 ottobre 2009.

### Home video
Il film è stato distribuito negli Stati Uniti in DVD da Synkronized il 9 febbraio 2010.

## Accoglienza
Independent Critic ha dato al film una B (3.0 stelle), definendolo "una storia d'amore con il minimo comune denominatore", e ha osservato che mentre il film non ha raggiunto il livello del film di Betz del 2008 Sunday, era un "film più ambizioso" in cui Betz estendeva i limiti di ciò che si poteva fare tecnicamente con un budget modesto, rendendolo "un esempio stellare di come assemblare un film di qualità, tecnicamente competente, con effetti speciali ampiamente convincenti su un budget limitato". Hanno anche elogiato il fatto che, nonostante lo spettatore sia consapevole del fatto che l'intero film si svolge in un'area ristretta, il trucco degli effetti speciali, il sound design "più grande della vita" e il design della produzione "ingannevolmente semplice", il film mantiene una semplicità che "rimane completamente accattivante". Hanno anche notato che il film ha funzionato bene a causa del fatto che il regista ha assemblato un bel cast, con una nota speciale che il protagonista del film di Ward Roberts è stato in grado di interpretare in modo convincente entrambe le estremità dello spettro emotivo e prendere quello che avrebbe potuto essere un personaggio unidimensionale e portarlo "in modo vivido alla vita". Hanno concluso che il film era "distorto, originale, fantasioso e piuttosto divertente".
Blog Critics racconta come il film ruota attorno al personaggio principale di Justin seduto al centro di un elaborato pentagramma disegnato sul pavimento nel suo buio appartamento. Nel descrivere la caratterizzazione dei demoni evocati, scrivono che Lo "viene fuori come una stand-up comedy che mette giù un diavolo" e che Jeez "è al suo meglio terrificante come me cantante principale in una recita in sala".  Notano che l'uso dei flashback nel film sem ra "enfatizzare l'artificio in contrapposizione al realismo" e che il film un ha "potenziale di culto".